# Festival international de films de femmes de Créteil 1990
La 12e édition du Festival international de films de femmes de Créteil se tient à la Maison des arts et de la culture à Créteil, préfecture du département du Val-de-Marne, du 23 mars au 1er avril 1990.

## Palmarès
- Grand Prix du Jury – Meilleur long métrage de fiction :  Mémoire d’un fleuve (Tutajosok) de Judith Elek (France/Hongrie)
- Mention spéciale Grand Jury : Le Syndrome asthénique (Asteniceskij Sindrom) de Kira Mouratova (URSS)
- Prix AFJ – Meilleur long métrage documentaire : Le Berceau (Kolybel) de Raisa Yernazarova (URSS)
- Mention spéciale AFJ : Eat the Kimono de Kim Longinotto et Claire Hunt (Japon)
- Prix Graine de Cinéphage – Meilleur long métrage de fiction : Jeux d’enfants  (Naerata ometi) de Leida Laïus (URSS/Estonie)
- Prix Programmes courts et créations CANAL + Meilleur court métrage : Dolce Vita d’Eva Dahr (Norvège)
- Prix du Jury Jeunes Comédiennes : Le Violoncelle de Pascaline Simar (France)
- Prix Programmes courts et créations CANAL et Meilleur court métrage : Shoone Genoeg d’Ellen Meske (Pays-Bas)
- Prix du Public – Meilleur long métrage de fiction : Oranges Are Not the Only Fruit de Beeban Kidron (Grande-Bretagne)
- Prix du Public – Meilleur long métrage documentaire : Caste criminelle de Yolande Zauberman (France)
- Prix du Public – Meilleur court métrage étranger : Plamia de Ruzika Mergenbaieva (URSS)
- Prix du Public – Meilleur court métrage français : Trilogie d’Elisabeth Kapnist (France)